# Eshott
Eshott – przysiółek w Anglii, w hrabstwie Northumberland, w dystrykcie (unitary authority) Northumberland, w civil parish Thirston. Leży 34 km na północ od miasta Newcastle upon Tyne i 431 km na północ od Londynu. W 1951 roku civil parish liczyła 114 mieszkańców.